# Abdellatif Ben Ammar
Abdellatif Ben Ammar (àrab: عبد اللطيف بن عمار, ʿAbd al-Laṭīf ibn ʿAmmār) (Tunis, 25 d'abril de 1943 - ídem, 6 de febrer de 2023) fou un director de cinema i guionista tunisià.

## Biografia
Després d'iniciar els estudis de postgrau en matemàtiques, els va canviar després pels de cinema i va obtenir el 1965 un diploma de fotografia a l'Institut des hautes études cinématographiques (IDHEC) de París.
Al seu retorn a Tunísia, va ser contractat per la SATPEC com a operador i va començar a rodar curtmetratges i assistir a directors tunisians i estrangers. El 1970, va estrenar el seu primer llargmetratge, Une si simple histoire. Després puis fonde avec Abdellatif Layouni une société de productions, Latif Productions, després va fundar amb Abdellatif Layouni una productora, Latif Productions, que li permet rodar documentals, ficcions o anuncis publicitaris.
També va fundar una companyia de postproducció, Ben Duran.

## Filmografia

### Director
- 1966: 2 + 2 = 5 (curtmetratge amb Hassen Daldoul i Mustapha Fersi)
- 1967: Le Cerveau (curtmetratge)
- 1967: Opération yeux (curtmetratge)
- 1968: L'Espérance (curtmetratge)
- 1970: Une si simple histoire (llargmetratge)
- 1971: Sur les traces de Baal (curtmetratge)
- 1972: Mosquées de Kairouan (curtmetratge)
- 1974: Sejnane (llargmetratge)
- 1975: Sadiki (curtmetratge)
- 1979: Kairouan, la Grande Mosquée (documental)[3]
- 1980: Aziza (llargmetratge)
- 2002: Le Chant de la noria (llargmetratge)
- 2002: Farhat Hached (documental)[2]
- 2003: Khota Fawka Assahab (telefilm)
- 2010: Les Palmiers blessés (llargmetratge)

### Ajudant de realització
- 1968: Follow me (llargmetratge de Roberto Cavalloni)
- 1968: Justine (llargmetratge de Joseph Strick)
- 1970: Biribi (llargmetratge de Daniel Moosmann)
- 1971: Rebel Jesus (llargmetratge de Larry Buchanan)
- 1975: Les Magiciens (llargmetratge de Claude Chabrol)
- 1975: Le Messie (llargmetratge de Roberto Rossellini)
- 1976: Jésus de Nazareth (llargmetratge de Franco Zeffirelli) com a director de producció

### Director de fotografia
- 1965-1968: Actualités tunisiennes
- 1965: Octobre 65 d'Hassen Daldoul
- 1966: Les Aventuriers de Robert Enrico (operador assistent)
- 1967: Indomptable Angélique de Bernard Borderie (operador assistent)
- 1972: Les grand'mères per la televisió canadenca
- 1973: Confession d'un cannibale de Moncef Ben Mrad

## Distincions
- Tanit de bronze al Festival de Cinema de Cartago 1970 per Une si simple histoire
- Tanit de bronze al Festival de Cinema de Cartago 1974 i Premi especial del jurat al Fespaco 1976 per Sejnane
- Tanit d'or al Festival de Cinema de Cartago 1980 per Aziza
- Selecció a la Quinzaine des réalisateurs al 33è Festival Internacional de Cinema de Canes per Aziza